# Voivodato di Gorzów

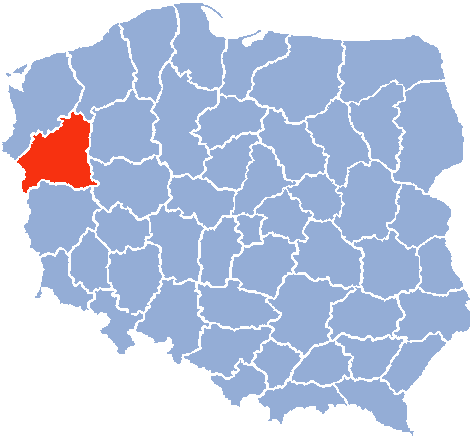
Voivodato di Gorzów

Il voivodato di Gorzów (in polacco: województwo gorzowskie) fu un'unità di divisione amministrativa e governo locale della Polonia negli anni 1975 – 1998. È stato rimpiazzato dal voivodato di Lubusz. Il capoluogo era Gorzów Wielkopolski.

## Principali città e popolazione nel 1998
- Gorzów Wielkopolski - 126 019 abitanti
- Międzyrzecz - 20 155 abitanti
- Słubice - 17 637 abitanti
- Kostrzyn nad Odrą - 17 500 abitanti
- Choszczno - 16 053 abitanti
- Barlinek - 15 134 abitanti
- Dębno - 14 405 abitanti
- Myślibórz - 12 676 abitanti
- Międzychód - 11 224 abitanti
- Drezdenko - 10 600 abitanti
- Skwierzyna - 10.477
- Strzelce Krajeńskie - 10 299 abitanti
- Sulęcin - 10 071 abitanti